# Prawdopodobieństwo warunkowe
Prawdopodobieństwo warunkowe zajścia zdarzenia {\displaystyle A} pod warunkiem zajścia zdarzenia {\displaystyle B} (o dodatnim prawdopodobieństwie) – liczba
{\displaystyle \mathbb {P} (A\mid B)={\frac {\mathbb {P} (A\cap B)}{\mathbb {P} (B)}},}
tj. iloraz prawdopodobieństwa części wspólnej zdarzeń {\displaystyle A} i {\displaystyle B} oraz prawdopodobieństwa zdarzenia {\displaystyle B}.
Niech {\displaystyle (\Omega ,{\mathcal {F}},\mathbb {P} )} będzie przestrzenią probabilistyczną. Przy ustalonym zdarzeniu {\displaystyle B\in {\mathcal {F}}} o dodatnim prawdopodobieństwie, prawdopodobieństwo warunkowe {\displaystyle \mathbb {P} (A\mid B)} jest zwykłym prawdopodobieństwem na
{\displaystyle {\mathcal {F}}_{B}=\{A\cap B\colon B\in {\mathcal {F}}\},}
stąd bywa oznaczane czasem symbolem {\displaystyle \mathbb {P} _{B}(A)}.

## Przykłady
Przykład 1
Mamy dwie urny – w pierwszej są same białe kule, w drugiej same czarne. Najpierw wybieramy losowo urnę, a później losujemy kolejno dwie kule.
Niech:
{\displaystyle A} oznacza zdarzenie, że pierwsza kula jest biała,
{\displaystyle B} oznacza zdarzenie, że druga kula jest biała.
Wybór urny determinuje wybór koloru kul. Zatem jeśli wiemy, że zaszło zdarzenie {\displaystyle A,} to druga wylosowana kula także będzie biała. W takim razie prawdopodobieństwo zajścia zdarzenia {\displaystyle B} pod warunkiem zajścia zdarzenia {\displaystyle A,} oznaczane przez {\displaystyle \mathbb {P} (B\mid A),} jest równe 1.
Przykład 2
Rzucamy trzema kostkami. Jakie jest prawdopodobieństwo, że na żadnej kostce nie wypadła szóstka, jeśli na każdej kostce wypadła inna liczba oczek?
Niech {\displaystyle A} oznacza zdarzenie, że nie wypadła szóstka, natomiast {\displaystyle B} zdarzenie, że na każdej kostce wypadła inna liczba oczek.
Obliczamy:
{\displaystyle \mathbb {P} (A\cap B)={\frac {5\cdot 4\cdot 3}{\bar {\bar {\Omega }}}},}
{\displaystyle \mathbb {P} (B)={\frac {6\cdot 5\cdot 4}{\bar {\bar {\Omega }}}}}
Z definicji:
{\displaystyle \mathbb {P} (A\mid B)={\frac {\mathbb {P} (A\cap B)}{\mathbb {P} (B)}}={\frac {1}{2}}}

## Zdarzenia niezależne
Jeżeli zdarzenia {\displaystyle A} i {\displaystyle B} są niezależne, tj. {\displaystyle \mathbb {P} (A\cap B)=\mathbb {P} (A)\mathbb {P} (B),} to {\displaystyle \mathbb {P} (A\mid B)=\mathbb {P} (A).}